# Макені
Макені — адміністративний та економічний центр Північної провінції Сьєрра-Леоне, а також найбільше місто регіону і 6-те за кількістю мешканців у країні.

## Географія
Макені розташоване за 180 кілометрів від столиці — Фрітауна.

### Клімат
Місто знаходиться у зоні, котра характеризується мусонним кліматом. Найтепліший місяць — квітень із середньою температурою 30.6 °C (87 °F). Найхолодніший місяць — липень, із середньою температурою 26.1 °С (79 °F).
| Клімат Макені           | Клімат Макені | Клімат Макені | Клімат Макені | Клімат Макені | Клімат Макені | Клімат Макені | Клімат Макені | Клімат Макені | Клімат Макені | Клімат Макені | Клімат Макені | Клімат Макені | Клімат Макені |
| Показник                | Січ.          | Лют.          | Бер.          | Квіт.         | Трав.         | Черв.         | Лип.          | Серп.         | Вер.          | Жовт.         | Лист.         | Груд.         | Рік           |
| Абсолютний максимум, °C | 33            | 37            | 37            | 37            | 34            | 31            | 31            | 31            | 31            | 32            | 32            | 33            | 37            |
| Середній максимум, °C   | 28            | 32            | 31            | 31            | 28            | 27            | 27            | 27            | 27            | 27            | 28            | 28            | 29            |
| Середня температура, °C | 28            | 30            | 30            | 30            | 28            | 26            | 26            | 26            | 26            | 26            | 27            | 27            | 28            |
| Середній мінімум, °C    | 28            | 27            | 28            | 28            | 26            | 25            | 24            | 24            | 25            | 25            | 26            | 27            | 26            |
| Абсолютний мінімум, °C  | 24            | 17            | 21            | 21            | 22            | 18            | 21            | 21            | 21            | 21            | 21            | 23            | 17            |
| Норма опадів, мм        | 0             | 10            | 30            | 100           | 220           | 400           | 500           | 620           | 570           | 430           | 190           | 20            | 3140          |
| ----------------------- | ------------- | ------------- | ------------- | ------------- | ------------- | ------------- | ------------- | ------------- | ------------- | ------------- | ------------- | ------------- | ------------- |
| Джерело: Weatherbase    |               |               |               |               |               |               |               |               |               |               |               |               |               |

## Населення
Більшість мешканців міста сповідують іслам. За лінгва франка слугує мова кріо.